# Monostorpályi
Monostorpályi es un pueblo húngaro perteneciente al distrito de Derecske, condado de Hajdú-Bihar.

## Superficie
Cuenta con una superficie de 44,44 km².

## Demografía
Hasta 2024 la población era de 2114 habitantes, con una densidad de población de 47,56 hab/km².
| Gráfica de evolución demográfica de Monostorpályi entre 2020 y 2024 |
|                                                                     |
| Datos según la Oficina Central de Estadística de Hungría.           |